# ポーパス (イギリス潜水艦・初代)
ポーパス (HMS Porpoise, N14) は、イギリス海軍の潜水艦。グランパス級潜水艦、もしくは本艦をネームシップと見なすポーパス級潜水艦の1隻。
艦名は「ネズミイルカ」に由来し、イギリス海軍においてこの名を持つ艦としては10代目にあたる。また、「ポーパス」は潜水艦の急速潜航を指す俗語でもある。
「ポーパス」は第二次世界大戦末期の1945年1月に日本海軍の攻撃で沈没したと推定されており、敵の攻撃で失われた最後のイギリス海軍潜水艦となった。本艦は戦没までに北海、大西洋、地中海、極東で攻撃、輸送、船団護衛、機雷敷設といった広範な任務で活躍し、直接的な攻撃のほか合計465個の機雷を敷設して間接的な戦果も挙げている。

## 艦歴
「ポーパス」は1930年度計画に基づき、1931年6月11日にバロー＝イン＝ファーネスのヴィッカース・アームストロングへ発注され、1931年9月22日起工、1932年8月30日進水し、1933年3月11日に就役した。
「ポーパス」は姉妹艦の中でも試作的な要素が強い艦であり、他の艦が複殻式なのに対してサドルタンク式を採用する等、構造や要目に差異があった。
1938年に「ポーパス」は本国艦隊第5潜水艦戦隊へ配属される。第二次世界大戦開戦直前の1939年8月25日に「ポーパス」はポーツマスを出航し、ジブラルタルを経由してマルタへ向かった。これはマルタを拠点とする地中海艦隊第1潜水艦戦隊に配備されるためであった。

### 第二次世界大戦
ナチス・ドイツがポーランド侵攻を開始して第二次世界大戦が始まった1939年9月1日、「ポーパス」はマルタに到着した。9月をマルタでの演習で過ごした後で早くも帰国を命じられ、10月11日にマルタを出航しジブラルタルを経由しながら10月20日にポーツマスへ帰還した。

### 北海
「ポーパス」は北海で任務に投入されたが、これは本国艦隊水上艦艇と協働しての船団護衛であった。1940年3月19日、「ポーパス」はロサイスを出て最初の戦時哨戒を実施した。この哨戒ではノルウェーのベルゲンへ向かう輸送船団ON21船団を軽巡洋艦「カイロ」、 駆逐艦「ジェーナス」、「ジャヴェリン」、「ジュピター」等と護衛し、さらにベルゲンからメトヒルへ向かうHN21船団を軽巡洋艦「カルカッタ」、「シェフィールド」、駆逐艦「ジェーナス」等と護衛して3月25日ロサイスに戻り哨戒を終えた。
引き続き、3月27日から2回目の哨戒へ出発し、ベルゲンへ向かうON23船団とベルゲンからメトヒルへ戻るHN23船団の護衛を実施した後で4月4日ロサイスへ帰投した。
4月13日、「ポーパス」はロサイスから3回目の哨戒へ出撃したが、今回は船団護衛ではなくノルウェーのエーゲルスン沖での敵艦船捜索であった。4月16日夜、「ポーパス」はエーゲルスン沖南西約10海里北緯58度18分 東経05度47分 / 北緯58.300度 東経5.783度地点でUボート「U-3」を発見し、魚雷6本を発射したが外れた。反撃を避けるために潜航したところ、頭上を「U-3」が発射した魚雷1本が通過していった。これ以降の会敵はなく、4月29日ロサイスへ帰投した。
その後、「ポーパス」は姉妹艦「ナーワル」と共に、ノルウェー沿岸部への機雷敷設作戦（ウィルフレッド作戦）に参加する。これはノルウェーからドイツへの鉄鉱石輸送を妨害することが目的であった。5月12日にロサイスから4回目の哨戒へ出撃。5月15日、カルヴォーグ沖北緯61度44分 東経04度54分 / 北緯61.733度 東経4.900度に機雷48個を敷設（FD11作戦）。この機雷により、ドイツ軍の監督下にあったスウェーデン船「ソニア」が6月10日触雷沈没している。
5月17日にロサイスへ帰投して入渠後、イミンガムで機雷を搭載し6月9日に「ポーパス」は5回目の哨戒へ出撃した。6月14日、ラムソイ・フィヨルド沖北緯63度30分 東経08度12分 / 北緯63.500度 東経8.200度に機雷50個を敷設（FD18作戦）。この機雷により、ドイツ海軍掃海艇「M5」が6月16日触雷沈没している。6月16日と6月19日、ハルテン北方で浮上して蓄電池を充電中に水上機による空襲を受けた。至近弾で軽微な損傷を受けたが、「ポーパス」は6月25日にブライスへ帰還した。
7月4日から6回目の哨戒に出てウトシラ沖へ向かった。7月9日に敵機の不意打ちを受けて70ヤード (64 m)先に爆弾3発が落ちたが被害はなく、7月10日にブライスへ帰還した。7月25日にイミンガムから7回目の哨戒へ出撃。今度はデンマーク西岸北緯55度51分 東経06度18分 / 北緯55.850度 東経6.300度へ機雷50個を敷設（FD23作戦）して8月5日にロサイスへ帰投する。
9月2日、ロスシーからビスケー湾へ8回目の哨戒へ出撃した「ポーパス」はラ・ロシェル北西沖北緯46度25分 東経02度00分 / 北緯46.417度 東経2.000度に機雷48個を敷設（FD26作戦）。9月16日には北緯47度28分 東経04度18分 / 北緯47.467度 東経4.300度でUボートと思われるものに魚雷6本を発射するが命中しなかった。実際にはこの時周辺にUボートは存在しておらず、おそらく漁船の誤認であったと思われる。9月20日、ファルマスへ帰投して哨戒を終えた。

### 大西洋

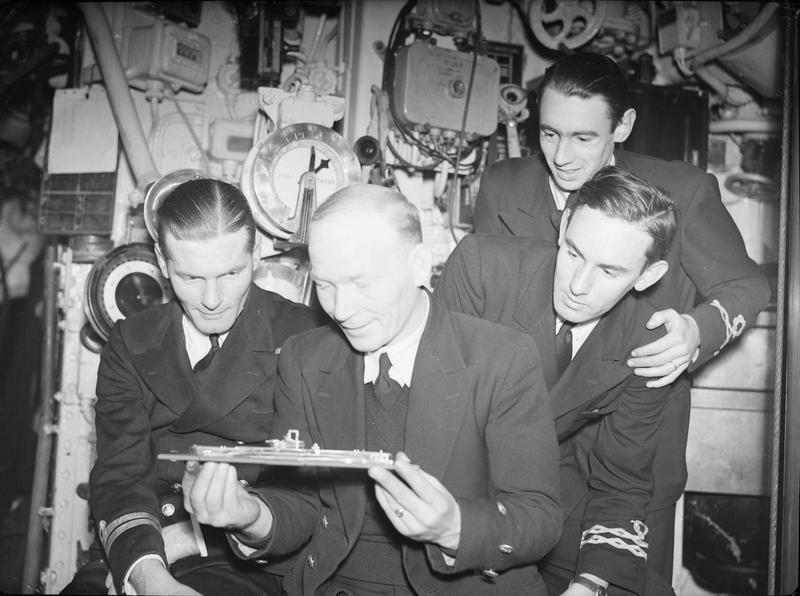
乗員が製作した「ポーパス」の模型を見る士官達。

ホーリー・ロッホでの演習後、10月6日にビスケー湾へ9回目の哨戒へ向かった。この哨戒はロリアンに帰投するUボート攻撃が主な目的であったが、戦果はないまま10月27日にホーリー・ロッホへ帰還する。それから、「ポーパス」は大西洋を横断する輸送船団の護衛に充てられた。
11月30日に「ポーパス」はホーリー・ロッホからカナダのハリファックスへ向かい、12月17日到着する。12月26日から10回目の哨戒に出た後、HX99船団を護衛して1月13日にハリファックスへ戻った。続いてHX105船団の護衛のため翌1941年1月26日にハリファックスを出たが、この哨戒は船団と合流できず失敗した。そのまま大西洋を渡り、2月10日にホーリー・ロッホへ着いた。
次の船団護衛に加わるためハリファックスへ向かう途中、3月7日に北大西洋上北緯57度50分 東経19度50分 / 北緯57.833度 東経19.833度でUボートを発見し魚雷2本を発射したが命中しなかった。ハリファックス到着後、3月20日にSC26船団を護衛するため12回目の哨戒に出撃、護衛後4月3日にハリファックスへ帰投した。引き続き4月19日からSC29船団の護衛のため13回目の哨戒へ出発し、5月8日ホーリー・ロッホへ到着。

### 地中海
トルーンで5月から9月まで改装と演習を行った後、「ポーパス」は地中海艦隊へ移ることとなった。10月2日に「ポーパス」はホーリー・ロッホを出発し、ジブラルタルを経由して10月17日にマルタ着。予備部品・魚雷6本・コリントス運河攻撃を想定した4,000ポンド爆弾等の物資や便乗者14名を降ろした後、10月20日にマルタを発ち10月26日にアレクサンドリアへ到着した。そこで「ポーパス」は本国及びマルタからの物資と便乗者16名を降ろした。アレクサンドリアで「ポーパス」は地中海艦隊第1潜水艦戦隊に編入され、潜水母艦「メドウェイ」の支援を受けた。
「ポーパス」は搭載能力を生かしてマルタ攻囲戦中のマルタへ物資を輸送する任務に就いた。物資を積載して11月12日にアレクサンドリアを出航しマルタへ輸送後、11月18日に無事アレクサンドリアへ帰着した。
10日後にはアレクサンドリアからアンティキティラ島周辺へ14回目の哨戒に出る。12月9日、「ポーパス」はピュロス南方約5海里地点で水雷艇「チェンタウロ」に護衛された貨客船「セバスティアーノ・ヴェニエロ」を発見。「ポーパス」は北緯36度48分 東経21度39分 / 北緯36.800度 東経21.650度で魚雷4本を発射、うち1本を命中させた。「セバスティアーノ・ヴェニエロ」は大破し、メソーニ岬に擱座した。「セバスティアーノ・ヴェニエロ」には北アフリカ戦線で捕虜となったイギリス連邦軍将兵約2,000名が乗っており、そのうち約300名が死亡したとされている。2日後、「ポーパス」は擱座放棄された「セバスティアーノ・ヴェニエロ」の残骸を雷撃するが命中しなかった。
12月15日には北緯35度39分 東経26度16分 / 北緯35.650度 東経26.267度地点で、ソ連船捜索を目的にダーダネルス海峡へ向かうUボート「U-652」を発見したが、「ポーパス」の射程外を通り過ぎて行ったため交戦には至らなかった。12月19日、「ポーパス」はアレクサンドリアに帰投した。
年が明けた1942年1月5日、ハイファ沖で「ポーパス」は模擬機雷を使用して機雷敷設装置の試験を行い、翌日にはクレタ島スダ湾へ機雷を敷設するため15回目の哨戒へ出た。1月11日にスダ湾内へ機雷46個を敷設、これは3日後の1月14日にドイツ海軍の補助艦「11V1」を撃沈する戦果につながった。1月18日には商船2隻と護衛艦4隻からなる船団を発見。北緯35度42分 東経24度21分 / 北緯35.700度 東経24.350度地点で魚雷6本のうち2本を命中させイタリア船「チッタ・ディ・リヴォルノ」を沈めた。1月22日に「ポーパス」はアレクサンドリアへ帰還した。
2月から6月初めにかけて、「ポーパス」はマルタへ4往復し物資を運んだ（マジック・カーペット作戦）。3往復目の5月2日にはイタリア海軍潜水艦「ネレイデ」を発見したが攻撃はできなかった。代わりに、50海里離れたところにいる潜水艦「アージ」へ通報がなされた。6月7日、マルタを出撃した「ポーパス」は、枢軸国軍の包囲で物資不足に苦しむマルタへの輸送作戦ヴィガラス作戦の援護を命じられ、16回目の哨戒に出た。哨戒中の6月15日夜にクレタ島西方120海里で敵機から2度の空襲を受けたが、いずれも潜航して難を逃れた。「ポーパス」は6月25日にアレクサンドリアに帰還した。

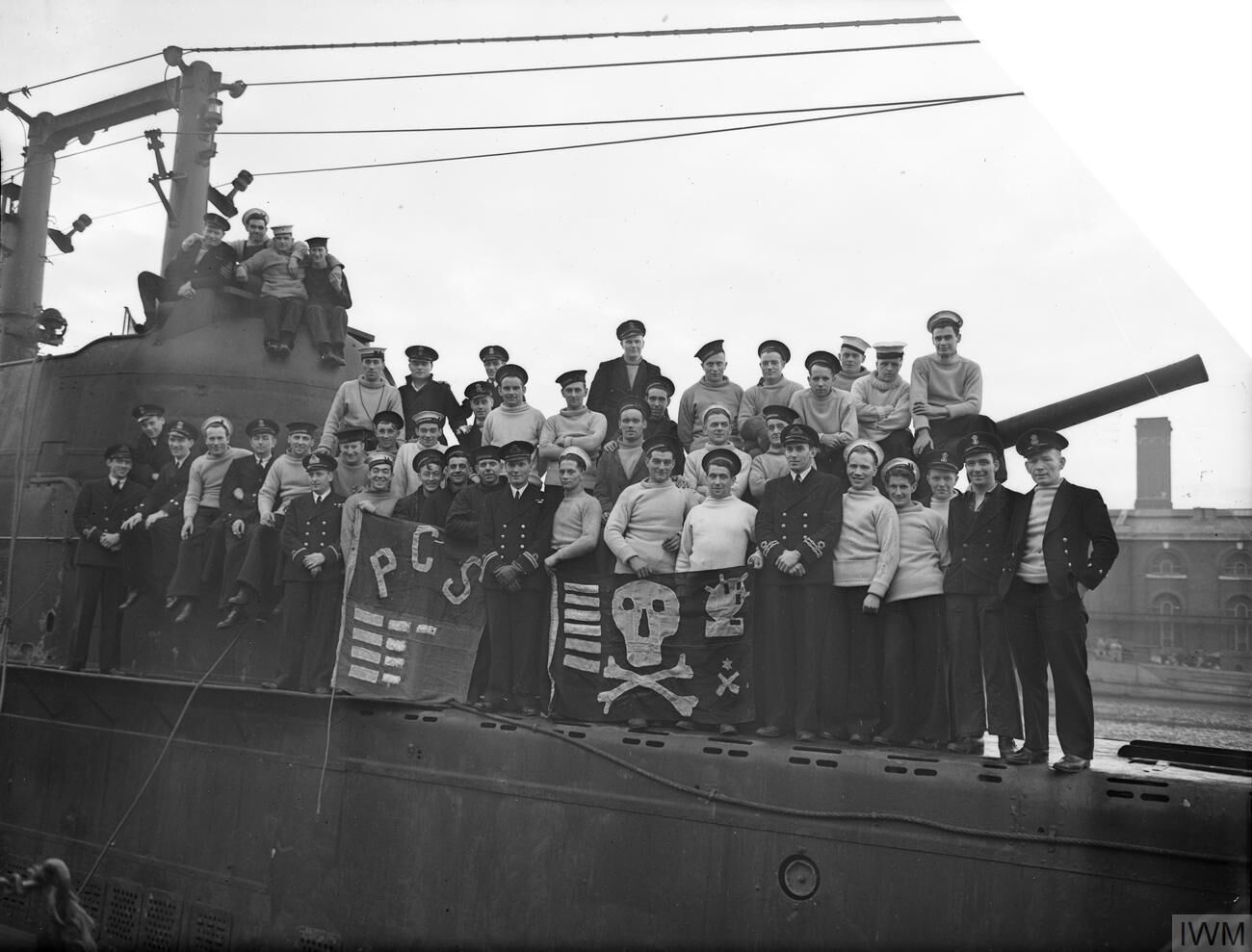
1943年1月20日、地中海から本国に帰還し、海賊旗と戦歴旗を掲げる「ポーパス」の乗員。

8月12日、「ポーパス」はハイファからリビア沖へ17回目の哨戒に出た。8月12日、リビアのラス・エル・ティン沖に機雷46個を敷設。これは10日後の8月22日にイタリア海軍水雷艇「ジェネラーレ・アントニオ・カントーレ」を沈没させた。敷設の直前、西へ向かう商船2隻と護衛の駆潜艇1隻からなる船団が「ポーパス」の近くを横切った。機雷敷設は僅かの差で間に合わず、魚雷1本を商船に放ったものの結局取り逃がした。しかしその直後、「ポーパス」は水雷艇「ジェネラーレ・カルロ・モンタナリ」の護衛の下でベンガジからトブルクへ向かうイタリア商船「オガデン」を新たに発見、魚雷2本を命中させ沈めた。「オガデン」は約200名の捕虜を乗せていたが、犠牲者は少数にとどまったとされる。「ポーパス」は飛来した敵機が投下した爆弾で軽微な損傷を受けたが離脱できた。
8月15日、「ポーパス」は北緯34度50分 東経21度30分 / 北緯34.833度 東経21.500度地点で商船2隻と護衛の駆逐艦1隻、水雷艇3隻からなる船団を発見、このうち商船「レリチ」に魚雷2本を命中させ放棄に追い込んだ。「レリチ」は漂流した後、翌日イタリア海軍の駆逐艦に砲撃処分された。8月19日朝、「ポーパス」はトブルクからベンガジへ向かう商船を発見するが、そこで護衛の水雷艇「リンチェ」に発見されて正確かつ激しい爆雷攻撃を受けた。「ポーパス」の艦体は酷く揺さぶられ、一部の照明が消えた。何とか攻撃を逃れた後、夜に浮上して蓄電池を充電しようとしたが、想像以上に損傷が大きく燻ぶった挙句壊れてしまった。潜水航行不能となった「ポーパス」は哨戒を中止して救援を要請し、駆け付けたブリストル・ボーファイター攻撃機と駆逐艦「ハースレイ」及び「ベルヴォア」の援護の下で8月21日にポートサイドへ到着した。
ポートサイドで修理後、「ポーパス」は9月28日にハイファから18回目の哨戒に向かった。「ポーパス」はトブルク西方に機雷46個を敷設後、マルタへ向かい10月7日到着。積載していたマルタ向け物資を降ろした後でイオニア海へ哨戒に出た。10月13日午後、北緯38度14分 東経19度35分 / 北緯38.233度 東経19.583度の地点を商船2隻と護衛艦艇6隻からなる船団が航行中との通報を受けて待ち構えるが、船団はより東のコースをとったため捕捉できなかった。10月20日、「ポーパス」は哨戒を終えてベイルートへ到着した。
11月、「ポーパス」はイギリス本国で改装が予定されたが、チュニジアでの作戦（トーチ作戦）に備えてマルタで待機させられた。11月15日にマルタから19回目の哨戒へ出撃し、トリポリ東方海上へ向かう。11月18日、北緯33度12分 東経14度13.5分 / 北緯33.200度 東経14.2250度地点で輸送任務中のイタリア海軍潜水艦「ピエトロ・ミッカ」を発見するが、「ピエトロ・ミッカ」も「ポーパス」に気づき逃げたため戦闘には至らなかった。11月19日にはイタリア海軍の特設哨戒艇「F39/フェルティリア」を発見し雷撃するが命中せず。同日、ミスラタ北西45海里北緯32度58分 東経15度38分 / 北緯32.967度 東経15.633度地点で石油タンカー「ジュリオ・ジョルダーニ」を雷撃して沈めた。「ジュリオ・ジョルダーニ」は2日前に英軍機の魚雷が命中して放棄され、炎上漂流中であった。11月23日、先日取り逃がした特設哨戒艇「F39/フェルティリア」を再び発見し浮上砲撃で沈めた。11月24日、「ポーパス」はマルタへ帰投した。
「ポーパス」は12月4日にマルタを出航し、ジブラルタルを経由して12月23日にポーツマスへ到着。年が明けた1943年1月から長期改装に入り、年内を改装作業で過ごした。

### 極東

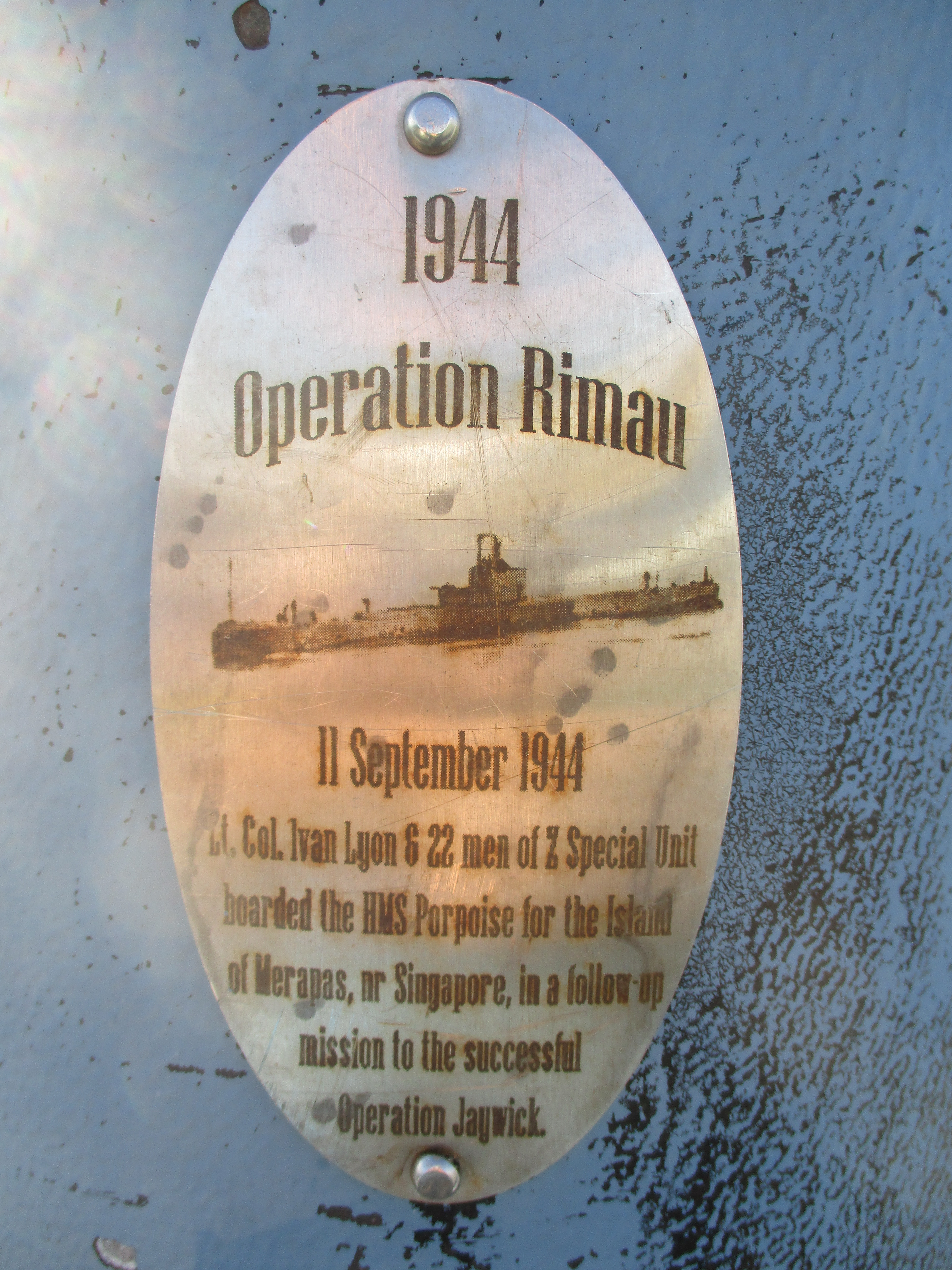
オーストラリア西部ロッキンガムのパーム・ビーチ桟橋にあるリマウ作戦記念マーカー。「ポーパス」が描かれている。

1944年1月から3月にかけて、「ポーパス」は本国水域各地で試験や演習に従事した。その後、「ポーパス」は東洋艦隊に加わることになり極東への派遣が決まる。「ポーパス」は4月17日にホーリー・ロッホを出航し、潜水艦「テレマカス」、「クライド」と共にコルベット「フリント・キャッスル」やスループ「キルマーノック」の護衛を受けながら極東へ向かった。経由地のジブラルタルからは輸送船団KMS49船団に加わり、5月11日マルタ着。その後も「ポーパス」は東進を続け、5月21日スエズ着。さらにスエズ運河を通過して紅海、そしてインド洋へ入り、アデンを経由して6月12日にセイロン島トリンコマリーへ到着した。同地で「ポーパス」は第4潜水艦戦隊所属となり、潜水母艦「ウルフ」の支援を受けた。
6月22日に「ポーパス」はトリンコマリー沖へダミー機雷を敷設。7月1日に極東では初となる20回目の哨戒へ出撃した。7月6日、マラッカ海峡北緯05度06分 東経98度46分 / 北緯5.100度 東経98.767度地点で日本のジャンク船を砲撃で沈めた。また、同日にオランダ領東インドスマトラ島デリ川河口沖の北緯03度55分 東経98度42分 / 北緯3.917度 東経98.700度付近へ機雷30個を敷設した。さらに、2日後の7月8日にもデリ川河口部に機雷26個を敷設。この機雷は、9月9日に「第八号駆潜特務艇」及び「第九号駆潜特務艇」、9月10日に陸軍タンカー「武勲丸」（拿捕船：元オランダ船「Anastasia」、3,029総トン）、1945年3月27日に「第一号敷設特務艇」を沈めたとされる。7月13日、「ポーパス」はトリンコマリーに帰投した。
7月27日、「ポーパス」はトリンコマリーからオーストラリアのフリーマントルへ向かい、8月10日に到着。そこで第8潜水艦戦隊に配属された。9月11日、「ポーパス」はフリーマントルから21回目の哨戒に出たが、今回の任務は日本軍占領下のシンガポールに停泊中の敵艦船を爆破する特殊作戦（リマウ作戦）の支援であった。そのため、「ポーパス」には「眠れる森の美女」（潜水式電動カヌー）15隻とZ特殊部隊が乗艦していた。ロンボク海峡を北上した「ポーパス」は、前進基地として使用するためメラパス島を偵察した。9月28日、マレー人のジャンク船「ムスティカ」を確保して曳航し、9月29日から30日の夜に「眠れる森の美女」と隊員を「ムスティカ」に移して出航した。しかし、リマウ作戦は日本軍に発見されて失敗し、参加した23名は戦死するか捕虜となった後に処刑されてしまった。「ポーパス」はロンボク海峡を南下して10月11日にフリーマントルへ帰還した。
「ポーパス」は10月30日にフリーマントルを出航し、11月12日にトリンコマリーで第4潜水艦戦隊に再加入した。トリンコマリー沖で演習後、12月2日に「ポーパス」は22回目の哨戒に出た。今回の任務は、ペナン沖の機雷敷設とニコバル諸島周辺の哨戒であった。12月9日に「ポーパス」は北緯05度16分 東経100度05分 / 北緯5.267度 東経100.083度付近に機雷46個を敷設。さらに12月10日、北緯06度21分 東経99度18分 / 北緯6.350度 東経99.300度で空缶を積んだ小型ジャンク船を発見。乗員を捕虜にした後で沈めた。12月18日にトリンコマリーへ帰還した。

### 最期
年が明けた1945年1月3日、「ポーパス」はペナン沖に機雷敷設を行うため23回目の哨戒へ出撃した。1月9日、「ポーパス」は機雷敷設を完了した旨通信を送った。この時「ポーパス」が敷設したとみられる機雷により、1月15日に特設掃海艇「第一京丸」（極洋捕鯨、340トン）が北緯05度18分 東経100度20分 / 北緯5.300度 東経100.333度のペナン南水道の入口で沈没し、5月18日に「第五十七号駆潜艇」が損傷したとされる。しかし、この通信を最後に「ポーパス」は消息不明となった。
1月19日に潜水艦「スティジアン」は「ポーパス」がペラ島北西17海里地点でトラブルに見舞われていることを知らせる通信を受け取ったが、これは「ポーパス」自身が発したものではなくウルトラ情報による間接的なものだった。「スティジアン」は当該海域で「ポーパス」を捜索し、通信を試みたが発見できなかった。
「ポーパス」の最期については、一般的に2つの説がある。1月9日の「ポーパス」から発信された機雷敷設完了を知らせる通信はペナンの日本軍に察知され、無線方向探知によって「ポーパス」の位置が割り出された。1月11日1000時、第三三一海軍航空隊の天山が北緯05度30分 東経98度39分 / 北緯5.500度 東経98.650度で浮上潜水艦を発見し60キロ爆弾2発を投下、1発が艦首から2メートルのところに至近弾となり、もう1発が潜水艦に直撃した。その後も1145時、2057時、翌1月12日1000時と3度にわたって爆撃が加えられ、付近の海域に油膜が広がっていた。また、異説として「ポーパス」は1月19日に「第九号駆潜艇」の爆雷攻撃により沈んだとも言われている。
「ポーパス」はこの頃のいずれかの攻撃により最期を遂げ、艦長ヒュー・ベントレー・ターナー少佐以下全乗員が失われた。「ポーパス」は第二次世界大戦において失われた75隻目の、そして最後に失われたイギリス海軍潜水艦となった。「ポーパス」の艦名は、本艦の喪失から11年後の1956年4月25日に進水したポーパス級潜水艦1番艦「ポーパス」に引き継がれた。

## 栄典
「ポーパス」は生涯で5個の戦闘名誉章(Battle honours)を受章した。
- 「NORWAY 1940」
- 「ATLANTIC 1940-41」
- 「MEDITERRANEAN 1941」
- 「MALTA CONVOYS 1942」
- 「MALAYA 1944」